# Chostí
Chostí, en grec moderne : Χωστή, est un village historique du dème de Plataniás, situé au pied des montagnes Blanches, en Crète, en Grèce. 
Selon le recensement de 2011, la population de Chostí compte 11 habitants.
Il est fondé à la fin du XVe siècle par des Turcs qui voulaient rester en Crète et échapper à leurs persécuteurs. Le village a été brûlé à trois reprises par les conquérants ottomans et agarènes et a repris vie à la fin du XIXe siècle après sa restauration.
Pendant l'occupation ottomane, c'était un passage vers les provinces occidentales de la préfecture de La Canée. Les ânes et les mules étaient utilisés comme moyens de transport, tandis que la communication visait également l'échange de marchandises et le passage vers les ports de La Canée et Souda. Lors de la révolte crétoise de 1866–1869, le village constitue temporairement une base pour les troupes ottomanes commandées par Ali Sarchos.
Pendant l'occupation allemande, le village a soutenu l'armée de résistance crétoise avec des combattants tués dans les batailles de Thérissos, Voukoliés et de la rivière Keríti.
La végétation du village se compose de cyprès, de platanes et d'oliviers, dispose d'eau de source et est traversée par des gorges et des collines, sur les pentes desquelles il est construit.